# 佐賀県道205号鳥栖田代線
佐賀県道205号鳥栖田代線（さがけんどう205ごう とすたしろせん）は、佐賀県鳥栖市を通る一般県道である。

## 概要
鳥栖市京町から鳥栖市姫方町に至る。
その名のとおり、JR九州鹿児島本線の鳥栖駅 - 田代駅間とほぼ併走したルートをとる。

### 路線データ
- 起点：佐賀県鳥栖市京町（鳥栖駅前交差点、佐賀県道220号鳥栖停車場線・佐賀県道246号鳥栖停車場曽根崎線起点）
- 終点：佐賀県鳥栖市姫方町（姫方町交差点、国道3号交点、国道500号終点）

## 路線状況

### 道路施設

#### 橋梁
- 祭礼橋（大木川、鳥栖市）

## 地理

### 通過する自治体
- 鳥栖市

### 交差する道路
| 交差する道路                                              | 交差する場所 | 交差する場所          |
| --------------------------------------------------------- | ------------ | --------------------- |
| 佐賀県道220号鳥栖停車場線 佐賀県道246号鳥栖停車場曽根崎線 | 京町         | 鳥栖駅前交差点 / 起点 |
| 佐賀県道246号鳥栖停車場曽根崎線                           | 松原町       | [ 注釈 1 ]            |
| 国道3号 国道500号                                         | 姫方町       | 姫方町交差点 / 終点   |

### 交差する鉄道
- 鹿児島本線

### 沿線
- フレスポ鳥栖
- JR九州長崎本線・鹿児島本線 鳥栖駅
- JR九州鹿児島本線 田代駅
- E34 長崎自動車道 1 鳥栖IC（終点付近）
- E3 九州自動車道・E34 大分自動車道 9 鳥栖JCT（終点付近）